# Júnior Cordeiro
José Valni Cordeiro Lima Júnior, conhecido como Júnior Cordeiro (São João do Cariri, 1º de janeiro de 1982). é um cantor, compositor e poeta brasileiro.

## Carreira
Ainda adolescente, Júnior Cordeiro começou a compor e escrever seus primeiros poemas. Como estudante de História na Universidade Estadual da Paraíba, tomou contato com autores como José Lins do Rego, Ariano Suassuna e Câmara Cascudo, que aprofundaram seu interesse pelas tradições populares do Nordeste. Sua monografia de conclusão de curso, tendo como tema os cantadores de viola nordestina, já apontava para o rumo de sua carreira musical.
Suas músicas fundem o rock progressivo e o hard rock com a música tradicional do Nordeste, sobretudo o baião. As suas letras são recheadas de elementos do imaginário coletivo e do Nordeste mítico, assim como problematizações em torno da perda da identidade cultural nos dias atuais. Faz diversas citações a respeito de lendas e assombrações,com as quais ele teve contato direto quando criança, na velha cidade paraibana de São João do Cariri, origem da sua família, lugar onde foi criado e pelo qual nutre um apego muito forte . Sua poética incorpora influências notáveis dos cordelistas e repentistas nordestinos. Cordeiro possui dez discos gravados: Carrascais (2006), O Lago Misterioso (2011), Capa Preta (2013), Sonhos, Sertão & Loucura(2016), Céu Hades e outros Porvíres (2018), Vênus Philipeia (2019), #CâmaraEco (2021), Infinito Migrar (2022), O Pio da Rasga-mortalha (2023) e Se No Mundo Não Tivesse Espelho (2024). Todos remetem a uma peculiaridade no trabalho desse artista: o imaginário coletivo. Em Carrascais, Júnior enfoca sua temática na absurdidade imagética das letras e nas críticas violentas à indústria cultural, manipuladora e interessada. Em O Lago Misterioso, o artista se remete bem mais ao Nordeste mítico e à tradição oral do seu povo, fazendo também referências à herança ibérica e moura do sertão nordestino. Temas que envolvem o realismo fantástico também são encontrados no trabalho desse artista. É comum, em seus shows, Júnior Cordeiro incorporar o "Homem da Cobra", personagem itinerante típico das feiras nordestinas, fazendo alusão a uma de suas canções do álbum O Lago Misterioso.
Em 2013 lançou Capa Preta, seu terceiro disco. A obra é um mergulho no universo da magia e da feitiçaria popular, tomando como pano de fundo o famoso livro da Capa Preta, de São Cipriano. Abordando temas mais complexos como ocultismo e misticismo, Júnior Cordeiro faz referências a diversos tipos de magia, desde a antiguidade até os tempos atuais. Cria um novo personagem: O Bruxo do Cariri Velho. Trechos em latim são encontrados nas letras do disco, que se revela como um minucioso trabalho sobre crendice e religiosidade popular. O som deste disco é bem mais pesado e viajante do que o dos trabalhos anteriores. 
Em março de 2014, no Teatro Municipal Severino Cabral, em Campina Grande-PB, Júnior Cordeiro grava seu primeiro DVD, intitulado "Capa Preta", reunindo canções dos três primeiros discos do artista.
Em novembro de 2016, chega ao mercado "Sonhos, Sertão e Loucura", o mais recente álbum do artista. O disco reúne postulações teóricas e populares sobre o universo da loucura e do onirismo, e usando como pano de fundo o sertão mítico e encantado, tão abordado pelo autor em toda sua obra. A obra conserva o som pesado e psicodélico de Júnior em harmonia com os gêneros tradicionais de música do Nordeste.
Em 2018, é lançado "Céu, Hades e outros Porvires", uma imersão sonora no universo do rock progressivo, com algumas longas suítes e temas complexos, que remetem à teogonia, à teosofia, à metafísica e a existência humana.
Em 2019, chega ao mercado Vênus Philipeia, sexto disco do poeta paraibano. Na obra, Cordeiro envereda por temas eróticos e emocionais, ligados à capital paraibana, João Pessoa.

## Discografia
- Carrascais (2006)
- O Lago Misterioso (2011)
- Capa Preta (2013)
- Sonhos, Sertão & Loucura (2016)
- Céu, Hades e outros Porvires (2018)
- Vênus Philipeia (2019)
- #CâmaraEco (2021)
- Infinito Migrar (2022)
- O Pio da Rasga-mortalha (2023)
- Se No Mundo Não Tivesse Espelho (2024)